# Al-Adil Abu Bakr

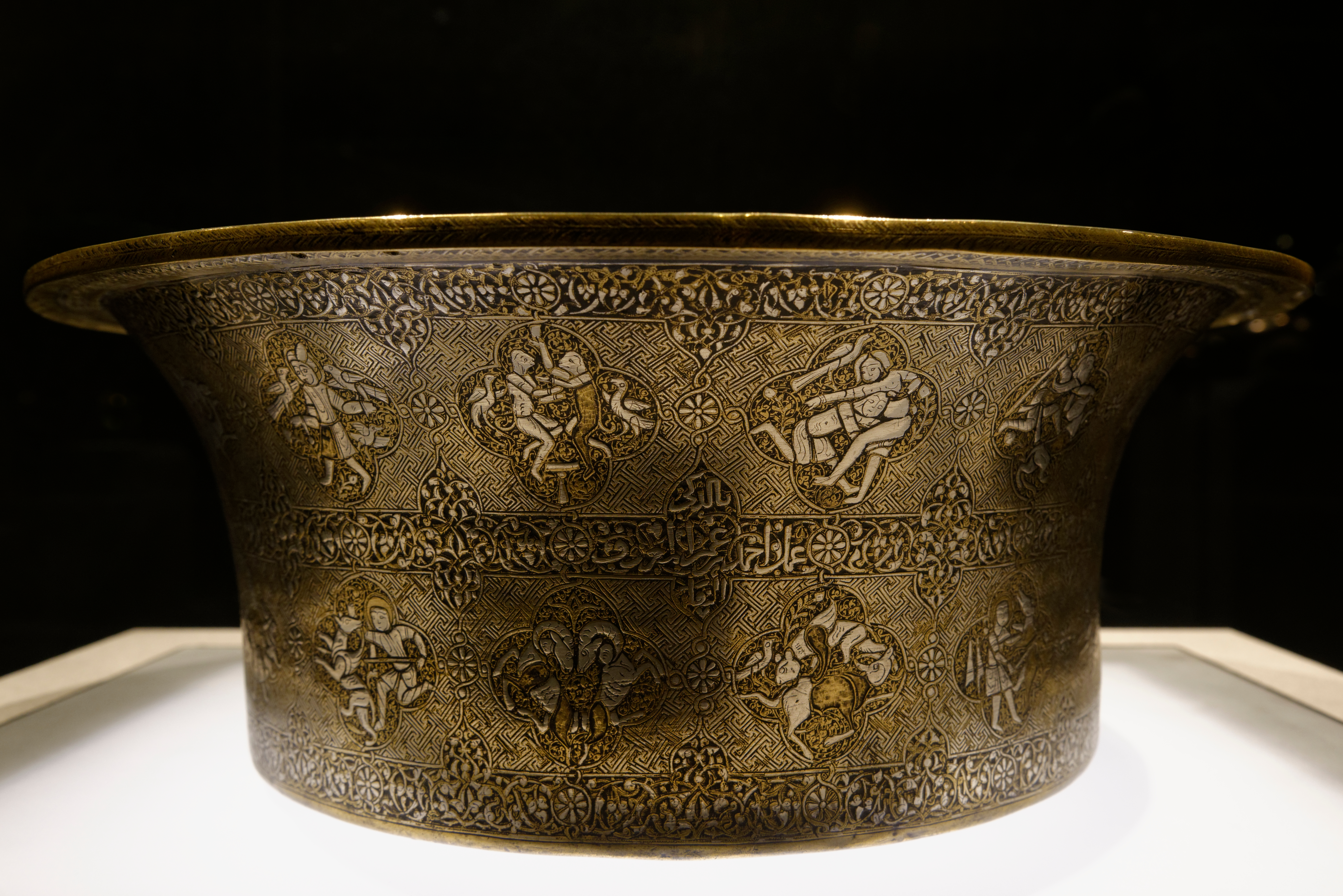
Miedziana miednica inkrustowana srebrem i złotem wykonana dla Al-Adila Abu Bakra. Luwr

Brązowa kadzielnica inkrustowana srebrem wykonana dla Al-Adila Abu Bakra. The Keir Collection of Islamic Art

Al-Adil Abu Bakr, arab. العادل أبو بكر (pełne imię: al-Malik al-Adil Sajf ad-Din Abu Bakr ibn Muhammad; ur. 1221, zm. 9 lutego 1248 w Kairze) – sułtan z dynastii Ajjubidów, panujący w Egipcie w latach 1238–1240.
Był młodszym synem Al-Kamila Muhammada (1218–1238), który wyznaczył go swoim następcą z pominięciem pierworodnego As-Saliha Ajjuba (1238–1249). Objął rządy w Egipcie po śmierci ojca w marcu 1238 roku, niedługo po tym jak ten zdobył Damaszek z rąk swojego brata As-Saliha Isma’ila (1237–1246). Al-Kamil obiecał, że odda Damaszek we władanie An-Nasirowi Dawudowi (1227–1249), jednak popierający Abu Bakra dowódcy natychmiast doprowadzili do przekazania go Al-Dżawwadowi Junusowi, wnukowi Al-Adila (1200–1218). An-Nasir został zmuszony do ucieczki do Al-Karaku. Al-Dżawwad Junus zdawał sobie sprawę ze słabości swojej pozycji i pod koniec 1238 roku zaproponował As-Salihowi Ajjubowi wymianę Damaszku na jego posiadłości w Al-Dżazirze. As-Salih Ajjub objął w posiadanie Damaszek w styczniu 1239 roku i natychmiast zaczął planować inwazję na Egipt. Pozycję Al-Adila osłabiały dezercje jego wojsk i spiski na rzecz jego starszego brata. Zanim jednak As-Salih Ajjub zrealizował swój plan As-Salih Isma’il, sprzymierzony z Al-Mudżahidem Szirkuhem (1186–1240) z Himsu, 30 września 1238 roku odbił Damaszek z rąk syna Ajjuba Al-Mughisa Umara. As-Saliha Ajjuba opuścili wszyscy żołnierze oprócz osiemdziesięciu mameluków i wpadł on w ręce An-Nasira. W tym samym czasie wygasł rozejm pomiędzy państwami krzyżowymi a Ajjubidami, wynegocjowany przez Al-Kamila i Fryderyka II w 1229 roku, i siły tzw. krucjaty baronów zaatakowały Egipt. Uwolniony od zagrożenia ze strony swojego brata Al-Adil 13 listopada 1239 roku pokonał je jednak pod Gazą, zadając im tak ciężkie straty, że porzuciły one projekt ufortyfikowania Askalonu.
Pomimo załamania się próby zdobycia Egiptu przez As-Saliha Ajjuba i pokonania Franków pozycja Al-Adila była nadal słaba. Roztrwonił on na ekstrawagancje ogromne rezerwy finansowe pozostawione przez swojego ojca (szacowane na sześć milionów dinarów i dwadzieścia milionów dirhemów), a pomiędzy Kurdami a Turkami w egipskiej armii wybuchła otwarta wrogość. Także wśród mameluków narastały buntownicze nastroje, a pogarda żołnierzy w stosunku do młodego sułtana była coraz większa. Doszło do tego, że kiedy Al-Adil powierzył wojskowe lenno swojemu murzyńskiemu faworytowi, Rukn ad-Din al-Hidżawi, dowódca, który zwyciężył Franków pod Gazą, zbił go po twarzy i zabrał mu patent z jego rąk. Al-Adil domagał się od An-Nasira wydania swojego starszego brata, ten jednak porozumiał się z nim i w kwietniu 1240 roku wspólnie rozpoczęli oni przygotowania do ataku na Egipt. Al-Adil sprzymierzył się przeciwko swojemu bratu z wujem As-Salihem Isma’ilem, zanim jednak zdążył wyruszyć przeciwko swojemu rywalowi jego tureccy emirowie zaaresztowali go 4 maja w Bilbajs i wezwali As-Saliha Ajjuba do przejęcia władzy. Ten przybył do Kairu 18 maja 1240 roku i został przyjęty jak sułtan. Al-Adil zmarł w kairskim więzieniu 9 lutego 1248 roku, pozostawiając po sobie syna Al-Mughisa Umara.